# Uzîn
Uzîn (în ucraineană Узин) este un oraș raional din raionul Bila Țerkva, regiunea Kiev, Ucraina. În afara localității principale, nu cuprinde și alte sate.

## Demografie
Componența lingvistică a orașului Uzîn
     Ucraineană (88,82%)
     Rusă (10,19%)
     Alte limbi (0,22%)
Conform recensământului din 2001, majoritatea populației orașului Uzîn era vorbitoare de ucraineană (88,82%), existând în minoritate și vorbitori de rusă (10,19%).

## Istoric
Uniunea statală polono-lituaniană 1590–1793

 Imperiul Rus 1793–1917

 RSS Ucraineană 1920–1922

 Uniunea Sovietică 1922–1941

 Imperiul German (ocupația) 1941–1944

 Uniunea Sovietică 1944–1991

 Ucraina 1991–prezent 